# Louis A. Johnson
Louis Arthur Johnson (n. 10 ianuarie 1891, Roanoke⁠(d), Virginia, SUA – d. 24 aprilie 1966, Washington, D.C., District of Columbia, SUA) a fost un politician și avocat american. A fost al doilea secretar al apărării al Statelor Unite ale Americii în perioada 1949-1950, secretar adjunct de război⁠(d) din 1937 până în 1940 și al 15-lea comandant național al Legiunii americane⁠(d).

## Biografie
Johnson s-a născut la 10 ianuarie 1891, în Roanoke⁠(d), Virginia, fiul lui Marcellus și al Catherine (născută Arthur) Johnson. Acesta a obținut o diplomă în drept de la Universitatea din Virginia⁠(d). După absolvire la practicat dreptul în Clarksburg, Virginia de Vest⁠(d); firma sa de avocatură, Steptoe & Johnson⁠(d), și-a deschis birouri în Charleston, Virginia de Vest și Washington, DC. Ales în Camera delegaților din Virginia de Vest⁠(d) în 1916, a dvenit lider al majorității și director al comisiei judiciare. În timpul Primului Război Mondial, Johnson a fost căpitan⁠(d) al armatei în Franța, însărcinat cu întocmirea unui raport pentru Departamentul de Război⁠(d) privind conducerea armatei și practicile de rechiziție a materialelor. După război, și-a reluat practica de avocat și s-a implicat în problema veteranilor de război, devenind comandant național al Legiunii americane.

## Secretar adjunct de război (1937-40)
În calitate de secretar adjunct de război⁠(d) din 1937 până în 1940, Johnson a susținut educația și pregătirea militară⁠(d) universală, procesul de reînarmarea și extinderea aviației militare. A intrat în conflict cu ministrul de război Harry Hines Woodring⁠(d), cunoscut susținător al izolaționismului, cu privire la ajutorul militar acordat Marii Britanii. La mijlocul anului 1940, după ce demisia lui Woodring și capitularea Franței au dezvăluit starea proastă a forțelor armate, Franklin D. Roosevelt l-a ignorat pe Johnson și l-a numit pe Henry Stimson în funcția de ministru al războiului.
După ce a fost refuzat, Johnson s-a simțit trădat de Roosevelt. În timpul războiului, acesta nu a avut responsabilități importante în cadrul guvernului cu privire la chestiuni de natură militară, deși a fost de acord să participe la mobilizarea industriei de război a Statelor Unite. Mai târziu, a ocupat funcția de custode⁠(d) al operațiunilor americane ale companiei germane I. G. Farben⁠(d). În 1942, Johnson a activat pentru scurt timp ca reprezentant personal al președintelui în India până când o boală intestinală l-a determinat să demisioneze și să se întoarcă în Statele Unite.

## Secretar al Apărării
În timpul alegerilor prezidențiale din 1948⁠(d), Johnson a fost însărcinat cu strângerea de fonduri pentru campania electorală a președintelui Truman; sumele adunate s-au dovedit cruciale în victoria obținută la alegerile din noiembrie. Vizitator fidel al Casei Albe, Johnson nu doar că era interesat de chestiuni ce țin de apărare, dar a și făcut campanie pentru funcția de secretar ai Apărării. În același timp, a fost de acord cu poziția președintelui față de cheltuielile pentru apărare. După o serie de neînțelegeri cu secretarul Apărării James V. Forrestal cu privire la reducerea bugetului apărării, președintele Truman i-a cerut demisia și l-a înlocuit cu Johnson la începutul anului 1949.

### Reducerea bugetului apărării
După ce a obținut funcția, secretarul Johnson a inițiat planurile președintelui Truman de unificare a forțelor armate și de reducere drastică a cheltuielilor bugetare pentru apărare, administrația fiind interesată de finanțarea altor programe guvernamentale. Unul dintre cei mai fermi susținători ai lui Truman, Johnson era considerat omul potrivit pentru implementarea politicii economice a președintelui, în ciuda faptului că exista o rezistență puternică din partea Departamentului de Apărare și a forțelor armate .
Conform istoricului Walter LaFeber⁠(d), Truman era cunoscut pentru abordarea generală a bugetelor apărării, fără să țină cont de nevoile armatei în caz de război. Acesta începea prin a scădea din total încasărilor suma necesară pentru nevoile interne și costurile de operare, iar orice surplus era transferat bugetului apărării pe anul respectiv. Johnson și Truman au pornit de la ideea că din moment ce Statele Unite este singura țară care deține bomba atomică, acest monopol reprezintă o protecție împotriva tuturor amenințărilor externe. Refuzul lui Johnson de a finanța pregătirea convențională a armatei, marinei sau United States Marine Corps a provocat controverse puternice în rândul cadrelor superioare ale forțelor armate. Începând cu anul fiscal 1948, bugetul Departamentului de Apărare a fost plafonat la suma stabilită în anul precedent, 14.4 miliarde de dolari, și a fost redusă treptat până în ianuarie 1950, când a ajuns la 13.5 miliarde de dolari.
De asemenea, Johnson era un susținător al unificării forțelor armate, considerând acest proces un mijloc prin care să reducă cheltuielile pentru apărare. Într-o conferință de presă organizată a doua zi după preluarea mandatului, acesta a promis o reducere drastică a numărului de consilii, comitete și comisii ale Departamentul Apărării și a promis că unificarea va fi realizată cât se poate de repede și în limitele legii. Mai târziu, într-un din discursurile sale despre unificare, Johnson a declarat că „această națiune nu mai poate tolera conducerea autonomă a componentelor forțelor armate... risipind resursele Americii prin bugetele de apărare costisitoare reprezintă o invitație la dezastru pentru America”.
Pentru a fi siguri că Congresul Statelor Unite aprobă bugetul propus de Departamentul de Apărare, atât președintele Truman, cât și secretarul Johnson au cerut consimțământul, dacă nu chiar sprijinul, corpului șefilor de stat major și ai altor comandați ai departamentelor militare în timpul declarațiilor sau când depuneau mărturie în fața Congresului. În 1948, șeful Statului Major, generalul Omar Bradley, a declarat că „armata anului 1948 este extrem de prost pregătită”. Cu toate acestea, în anul următor, după ce a devenit președinte al corpului șefilor de stat major sub Johnson, Bradley și-a schimbat opinia și a susținut public deciziile secretarului, declarând Congresului că va face un „deserviciu națiunii” dacă i se va cere să mărească forțele armate. Generalul Joseph L. Collins⁠(d) a susținut în fața House Committee on Appropriations⁠(d) că reducerile propuse de administrația Truman au făcut armata mai eficientă.

Johnson a inițiat procesul de retragere sau casare a unei mari părți din flota convențională a marinei și din infanteria marină. La scurt timp după numirea sa, acesta a avut o conversație cu amiralul Richard L. Conolly⁠(d), prezentând-și punctul de vedere cu privire la forțele marine ale Statelor Unite și orice alte forțe non-nucleare:
Amirale, marina este pe cale de dispariție. Nu avem niciun motiv să finanțăm forțe marine și infanterie marină. Generalul Bradley îmi spune că operațiunile amfibii aparțin trecutului. Nu vom mai avea niciodată operațiuni amfibii. Asta elimină infanteria marină. Iar forțele aeriene pot face orice poate face marina, prin urmare eliminăm forțele marine.
Atât Truman, cât și Johnson au tratat infanteria marină în același mod. Truman avea o antipatie bine-cunoscută față de pușcașii marini încă din perioada serviciului său militar în timpul  Primului Război Mondial. În august 1950, acesta a declarat că „infanteria marină este poliția marinei și va rămâne așa atâta timp cât voi fi președinte. Au o mașinărie de propagandă aproape identică cu cea a lui Stalin”. Johnson a profitat de această poziție pentru a reduce sau elimina mai multe cereri de mărire a bugetului pentru infanteria marină. Secretarul a încercat să elimine aviația forțelor marine⁠(d) prin transferarea forțelor sale aeriene altor componente ale armatei și a propus o eliminare completă a infanteriei marine prin reducerea drastică a bugetelor sale și dezafectarea forțelor sale. Johnson a ordonat ca funcția de comandant al forțelor marine⁠(d) să fie ștearsă de pe lista oficială a șefilor de stat major. Mai mult, acesta a declarat că ziua marinei⁠(d) nu va mai fi recunoscută oficial sau sărbătorită și i-a interzis comandantului forțelor marine să participe la întâlnirile Corpului șefilor de stat major⁠(d).
Johnson a salutat adoptarea amendamentelor din 1949 la legea securității naționale din 1947⁠(d), declarând în cadrul unei convenții a Legiunii americane⁠(d) că este „fericit să raporteze... că 80% din problemele care amenință procesul de unificare au dispărut imediat ce președintele a semnat proiectul de lege prin care funcției de secretar al apărării i se acordă mai multă putere și mai multe responsabilități”. Acesta a considerat că amendamentele vor contribui la realizarea unor reduceri bugetare suplimentare și a estimat că la un an după implementarea lor, Departamentul Apărării va economisi 1 miliard de dolari pe an (a declarat mai târziu că au atins acest obiectiv).
Johnson nu s-a limitat la a reduce doar bugetul marinei și a infanteriei marine. Acesta a ordonat ca orice surplus de tancuri, echipamente de comunicații, vehicule de transport și arme de calibru mic să fie casate sau vândute altor țări în loc să fie stocate în depozitele de muniție. Johnson a refuzat până și solicitările de realizare a unor stocuri de rezervă de arme de calibru mic, muniție și arme antitanc. Deși forțele aeriene nu au suferit atât de multe reduceri de buget, Johnson a refuzat dublarea grupurilor aeriene active până la războiul din Coreea și a văzut cu ochi buni reducerea pregătirii tactice a forțelor aeriene, militând în schimb pentru utilizarea bombelor atomice.